# Oleg Menšikov
Oleg Evgen'evič Menšikov (in russo Олег Евгеньевич Меньшиков?; Serpuchov, 8 novembre 1960) è un attore, regista, produttore teatrale e musicista russo.

## Biografia
Nasce a Serpuchov (cittadina nei pressi di Mosca) nella famiglia di Evgenij Jakovlevič Menšikov, geniere militare e Elena Innokentievna Menšikova, medico neuropatologo. Qualche anno dopo la nascita di Oleg, la famiglia si trasferisce a Mosca.
Parallelamente agli studi scolastici prende lezioni di musica (violino, pianoforte e chitarra) e suona nell'orchestra giovanile “Violinisti di Mosca”.
Nonostante il suo talento musicale e la prospettiva degli studi in Conservatorio dopo aver conseguito la maturità, nel 1977 decide di intraprendere il mestiere dell'attore superando le dure prove di ammissione all'Accademia Ščepkin di arte drammatica di Mosca.

### Primi passi nel mondo del cinema
Durante i primi anni di studio all'Accademia di arte drammatica partecipa attivamente alla vita culturale e artistica della capitale, prendendo parte a vari progetti teatrali finché nel 1980 non verrà notato dal regista Suren Šachnazarjan, che lo invita a prendere parte al suo film Aspetto e spero che narra le vicende della guerra con la Germania nazista. Oleg interpreta un giovane collaboratore dei servizi segreti sovietici di nome Alessandro Domiani (chiamato da tutti Šurka Domok), discendente di un italiano immigrato nella Russia zarista.

Nello stesso periodo il giovane attore viene invitato dall'attore e regista sovietico Nikita Sergeevič Michalkov, che lo mette alla prova affidandogli un ruolo secondario nel suo film “Parentela” (Rodnja). 
Successivamente un altro non meno noto regista, Michail Kozakov, gli affida il ruolo centrale della sua commedia lirica rétro “La Porta di Pokrov” (Pokrovskie vorota) (1982), che racconta le vicende e la vita dei condomini di un vecchio villino moscovita, tra i quali spicca, ammirato da tutti, il vivacissimo ed intraprendente Kostik Romin (interpretato da Oleg Menšikov). Il film riscuote subito un successo clamoroso. 

Nel 1983 escono altri due film con la partecipazione del giovane Menšikov: “Volare tra i sogni e la realtà” (Polety vo sne i na javu) e “Il bacio” (Poceluj, tratto dal racconto omonimo di Čechov), regia di Roman Balajan.

Di pari passo con la sua carriera di attore cinematografico procede la sua carriera teatrale, che lo vede impegnato sul palcoscenico del Teatro dell'Armata Rossa e del Teatro Malyj di Mosca.
Nel 1984 interpreta la parte dell'ex marine Vladimir Mežirov nella “Barriera degli ostacoli” (Polosa prepjatstvij, regia di Michail Tumanišvili).

Nel 1985 è protagonista di “Volodja grande, Volodja piccolo” (Volodja bol'šoj, Volodja malen'kij, tratto dall'opera omonima di Čechov, per la regia di Vjačeslav Krištofovič).

Nel 1986 è protagonista della serie “Capitan Fracassa” dall'omonimo romanzo di Théophile Gautier, regia di Vladimir Saveliev.
Nello stesso anno esce “Il mio caro pagliaccio”(Moj ljubimyj kloun, regia di Jurij Kušnerev, sceneggiatura di Nikita Michalkov e Aleksandr Adabašjan, tratto da un racconto di Vasilij Livanov). Il film narra la storia e le vicende dell'adozione di un bambino orfano di sei anni, Ivan, da parte dell'artista circense Sergej Sinitsin, interpretato da Menšikov, che non si lascia fermare dalle circostanze sfavorevoli della sua vita privata né dagli ostacoli della burocrazia. Il film fu considerato un insuccesso e subì duri attacchi della critica.

Sempre nel 1986 vengono presentati al pubblico “Per la via principale con l'orchestra” (Po glavnoj ulice s orkestrom, regia di Pëtr Todorovskij) e “Michajlo Lomonosov”, in cui Menšikov interpreta il ruolo del giovane studioso Dimitri Vinogradov, amico di Lomonosov, regia di Aleksandr Proškin.

### Tracciando la storia
Gli anni successivi della sua carriera sono segnati dai cambiamenti epocali attraversati dal paese. L'indebolimento progressivo della censura dell'apparato sovietico causata dalla profonda crisi morale ed ideologica porta Menšikov a scelte professionali sempre più mirate: d'ora in poi sceglierà ed interpreterà personaggi che incarnano lo spirito del tempo e si muovono in un contesto storico concreto.
Nel 1988 iniziano le riprese di Moonzund (completato nel 1990), per la regia di Aleksandr Muratov, che riproduce con precisione storica le battaglie navali nel mar Baltico nel corso della prima guerra mondiale, ispirato all'omonimo romanzo del noto autore di romanzi storici russo Valentin Pikul'. Il personaggio interpretato da Oleg Menšikov, Sergej Arten'ev, è a sua volta ispirato a una persona realmente esistita, Nikolaj Bartenev, discendente di un'antica famiglia russa che, giovanissimo al tempo della rivoluzione, vede il mondo tranquillo dell'infanzia lasciare il posto all'infernale carneficina e al caos della guerra civile. Combatterà anche nella seconda guerra mondiale contro la Germania nazista; fatto prigioniero, dopo la guerra fu condannato a un periodo detentivo nelle prigioni staliniane, per essere riabilitato solo dopo la morte di Stalin.

C'è un'interessante contrapposizione tra il personaggio di Arten'ev in Moonzund e il Sergej di Schiuma di sciampagna (1989, regia di Stanislav Govoruchin): Sergej, nonostante il caos della guerra e la mobilitazione di tutto il paese, cerca in ogni modo di ignorare il mondo che lo circonda, continuando a condurre una vita normale, come se la guerra e la morte non fossero dietro la porta del suo appartamento.

## Filmografia parziale
- Dyuba-Dyuba (1992)
- Sole ingannatore (1994)
- Il prigioniero del Caucaso (1996)
- Il barbiere di Siberia (1998)
- Est-ovest - Amore-libertà (1999)
- PRIME SUSPECT-EP.6 (2003)
- Il consigliere di stato (2005)
- Il sole ingannatore 2 (2010)
- Leggenda №17 (2013)
- Attraction (2017)